# Инженерная бригада специального назначения
Инженерная бригада специального назначения РВГК — существовавшая во время Великой Отечественной войны в Рабоче-крестьянской Красной армии форма организации инженерных войск Резерва Верховного Главнокомандования. Предназначалась для минирования и разминирования, установки управляемых минных полей, телефугасов (мины Бекаури), электризуемых заграждений, а также снабжения войск электроэнергией. В военной литературе и боевых документах для обозначения бригады применялось сокращения ибрСН.
Одним из инициаторов создания инженерных войск специального назначения для диверсий на коммуникациях в тылу противника выступал И.Г. Старинов.
Первые инженерные бригады специального назначения были сформированы в мае 1942 года. В состав каждой из них входили:
- управление бригады — 60 человек (штат № 012/113);
- 5—8 батальонов инженерных заграждений по 439 человек (штат № 012/114);
- электротехнический батальон — 482 человека (штат № 012/115);
- отряд электрификации — 100 человек (штат № 012/116);
- автотракторная рота — 260 человек (штат № 012/156);

Общая численность бригады составляла от 3097 до 4414 человек в зависимости от количества батальонов.
В октябре 1942 года в каждой бригаде один батальон инженерных заграждений был переформирован в батальон спецминирования численностью 394 человека (штат № 012/118). В декабре того же года автотракторные роты были переформированы в роты управления численностью 120 человек (штат № 012/65). В июне 1943 года все бригады кроме 1-й гвардейской были переведены на новые штаты:
- управление бригады — 44 человека (штат № 012/82);
- 3 батальона инженерных заграждений по 288 человек (штат № 012/83);
- электротехнический батальон — 297 человек (штат № 012/73);
- рота спецминирования — 132 человека (штат № 012/84);
- рота управления — 87 человек (штат № 012/89);

Общая численность бригады составила 1424 человек.
Всего было сформировано 13 инженерных бригад специального назначения. В апреле — июне 1944 года все они были переформированы в моторизованные инженерные и моторизованные штурмовые инженерно-сапёрные бригады.

## Источник
- Г. В. Малиновский. Бригады инженерных войск Красной Армии 1941—1945 гг. / Под общей редакцией Н. И. Сердцева. — М.: Издательство Патриот, 2005. — 296 с. — ISBN 5-7030-0924-3.
- О призыве граждан Испании в ряды Красной Армии. [Письмо] Секретарю Башкирского обкома ВКП(б). 24.07.1942. От: врио командира 5 оибрСН майор Рыбин. Национальный архив Республики Башкортостан. Ф. П-122. Оп.22. Д.16. Л.199. Список фамилий прилагается
- Солдат столетия / Илья Старинов. — Москва : Герои Отечества, 2000. — 191 с.